# Platygerrhus ductilis
Platygerrhus ductilis är en stekelart som först beskrevs av Walker 1836.  Platygerrhus ductilis ingår i släktet Platygerrhus och familjen puppglanssteklar. Arten är reproducerande i Sverige. Inga underarter finns listade i Catalogue of Life.